# Dusk Diver 酉闪町2 昆仑灵动
《Dusk Diver 酉閃町2 崑崙靈動》，也叫《酉閃町2：決勝食刻》(是愚人節計畫的惡搞標題&愚人節遊戲)，是由台灣遊戲開發商網銀國際所開發、由傑仕登代理的3D動作遊戲，於2022年2月24日發售，对应對應Microsoft Windows、PlayStation 4、任天堂Switch等平台。游戏是《Dusk Diver 酉閃町》的续作，和前作同样登場了主角陽語默以及3名崑崙人同伴，不同在于同伴們在本作成為可操作的角色。游戏以台灣西門町作為背景，游戏背景建模有西門町街景與店家，在续作剧情中主角陽語默已經成為了大學生，場景則以西門町為中心並擴展至台北市，在游戏里，當在飲食店內用餐或食用外帶食物時，除了可以恢復HP還可以獲得各種對戰鬥有利的增益效果。
《酉閃町2》與《銀白鋼鐵X2》跨界聯名合作。